# Kundur, Honnali
Kundur là một làng thuộc tehsil Honnali, huyện Davanagere, bang Karnataka, Ấn Độ.